# Estevão Pinto
Estevão (ou Estêvão) de Menezes Ferreira Pinto (Maceió, 17 février 1895 - Recife, 11 octobre 1968) est un anthropologue et historien brésilien.

## Biographie
Il fit ses études à la faculté de droit de Recife (en), dont il sortit diplômé en sciences juridiques et sociales en 1917. Il enseigna la sociologie, puis l'Histoire de la civilisation, à l'Instituto de Educação de Pernambuco, dont il fut aussi directeur. Il participa à la création en 1950 de la Faculté de Philosophie du Pernambouc, dont il fut le premier directeur, et le premier professeur titulaire d'Anthropologie et d'Ethnographie. Il y fonda en 1961 un Institut d'Anthropologie. En 1952, le sociologue Roger Bastide et l'historien Lucien Febvre l'invitèrent à prononcer une conférence sur l'anthropologie brésilienne, à l'École pratique des hautes études (Sorbonne).
Il fut membre de l'Academia Pernambucana de Letras  (Recife), de l'Institut archéologique, historique et géographique du Pernambouc (Recife), de la Sociedade Brasileira de Geografia (Rio de Janeiro), de la Sociedad Geográfica Americana (Buenos Aires) et de la Société des Américanistes (Paris).

## Principaux ouvrages
- Pernambuco no século XIX (1922).
- Lições e exercícios de história do Brasil (1930).
- A escola e a formação da mentalidade popular do Brasil (1931).
- O dever do Estado relativamente à assistência aos mais capazes (1932).
- O problema da educação dos bem dotados (1933).
- Os indígenas do Nordeste (2 volumes, 1935-1938).
- A Associação Comercial de Pernambuco : livro comemorativo do seu primeiro centenário, 1839-1939 (1940).
- Singularidades da França antárctica / André Thevet (traduction, 1944).
- História de uma estrada-de-ferro do Nordeste (1949).
- O general Abreu e Lima (1949).
- Série de monographies, dont plusieurs non datées, pour la collection Grandes Portugueses, du Secretariado Nacional de Informação, à Lisbonne, sur Luís de Camões, S. João de Brito, Afonso de Albuquerque, o Marquês de Pombal, Santo António de Lisboa, o Santo Condestável, S. João de Deus, Dom João de Castro, Dom Francisco de Almeida, Vasco da Gama, Paulo Dias de Novais, Salvador Correia de Sá e Benevides (fin des années 1940, début des années 50).

- A religião dos tupinambás / Alfred Métraux (traduction, 1950, rééd. 1979).
- A antropologia brasileira (1952).
- « As máscaras-de-dansa dos Pancararu de Tacaratu » (in Journal de la Société des Américanistes, 1952).
- Estórias e lendas indígenas (1955).
- Etnologia brasileira : Fulniô, os últimos tapuias (1956).
- Muxarabis e balcões, e outros ensaios (1958).
- Introdução à história da antropologia indígena no Brasil (século XVI) (1958).
- Introdução à história da antropologia (5 volumes, 1964-1966).
- O problema agrário na zona canavieira de Pernambuco (introduction, 1965).
- Pedro Alvares Cabral (co-auteur, 1968).
- Vasco da Gama (co-auteur, 1969).
- Cana e reforma agrária (participation, 1970).